# 热夫尔
热斯夫雷（法語：Gesvres，法語發音：[ʒɛvʁ]）是法国马耶讷省的一个市镇，属于马耶讷区。

## 地理
热夫尔（48°22'8"N, 0°8'47"W）面积21.78 平方千米，位于法国卢瓦尔河地区大区马耶讷省，该省份为法国西北部内陆省份，北起芒什省和奧恩省，西接伊勒-维莱讷省，南至曼恩-卢瓦尔省，东临萨尔特省。
与热夫尔接壤的市镇（或旧市镇、城区）包括：圣皮埃尔德尼、阿韦尔通、弗罗贝河畔克雷讷、普雷昂帕伊-圣桑松、圣莱奥纳尔德布瓦。

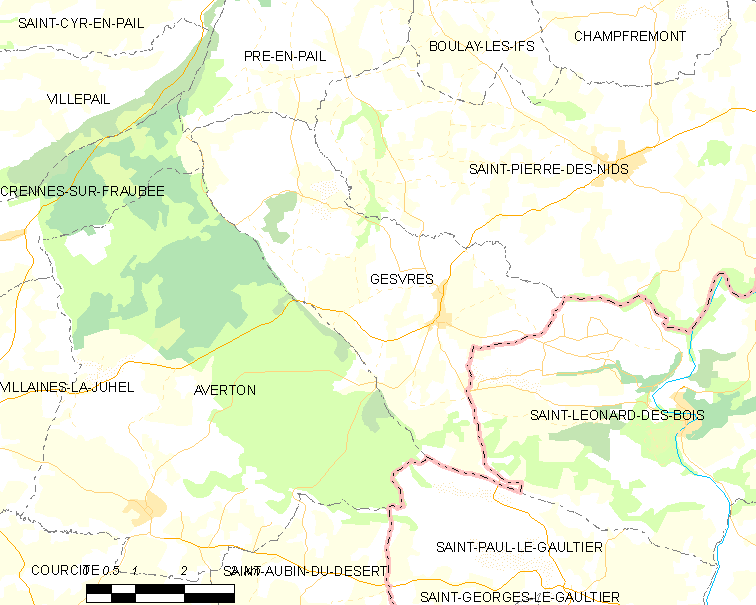
热夫尔的OSM定位图

热夫尔的时区为UTC+01:00、UTC+02:00（夏令时）。

## 行政
热夫尔的邮政编码为53370，INSEE市镇编码为53106。

## 政治
热夫尔所属的省级选区为维莱讷拉瑞埃勒县。

## 人口

1962-2008年间热夫尔人口变化图示

热夫尔于2022年1月1日时的人口数量为541人。